# Оглоблин, Иван Васильевич
Иван Васильевич Оглоблин (1 января 1921, Тирлянский, Башкирская АССР — 13 декабря 2011, Саратов) — командир звена 25-го гвардейского авиационного полка ночных бомбардировщиков 2-й гвардейской авиационной дивизии ночных бомбардировщиков 8-й воздушной армии 4-го Украинского фронта, полковник, Герой Советского Союза.

## Биография
Иван Васильевич Оглоблин родился 1 января 1921 года в посёлке Тирлянский (ныне — Белорецкого района Башкирии) в семье рабочего.
Русский. Член ВКП(б)/КПСС с 1943 года. Окончил 7 классов школы. Работал на станции Белорецк, затем в пожарной охране Тирлянского листопрокатного завода.
В Красную Армию призван в декабре 1940 года Белорецким военкоматом Башкирской АССР. Окончил военную авиационную школу пилотов. В действующей армии с мая 1942 года.
Командир звена 25-го гвардейского авиационного полка ночных бомбардировщиков (2-я гвардейская авиационная дивизия ночных бомбардировщиков, 8-я воздушная армия, 4-й Украинский фронт) гвардии старший лейтенант Иван Оглоблин к декабрю 1943 года совершил 503 боевых вылета на разведку и бомбардировку военных объектов, живой силы и техники в тылу противника, из них — 15 вылетов днём на самолёте «У-2» при неблагоприятных метеорологических условиях.
После войны продолжал службу в ВВС СССР, в 1956 году он окончил Военно-воздушную академию.
С 1967 года полковник И. В. Оглоблин в запасе, затем — в отставке. Работал преподавателем начальной военной подготовки в Профессионально-техническом училище № 6 города Житомира (Украина). С 1998 года проживал в Саратове, являлся членом Саратовского областного комитета ветеранов войны и военной службы.
9 мая 2005 года Иван Васильевич представлял Саратовскую область на юбилейном Параде, в честь 60-летия Победы советского народа в Великой Отечественной войне, на Красной площади в Москве.
Скончался 13 декабря 2011 года.

## Подвиг
«…Мужественный и храбрый лётчик. Отлично владеет техникой пилотирования днём и ночью. Летает в любых метеорологических условиях…
Бомбами и пулемётным огнём экипаж повредил или уничтожил 5 самолётов на земле, 7 танков, 2 бронемашины, 33 автомашины с войсками и грузами, 19 ж.-д. вагонов, 7 автоцистерн, 1 баржу, 3 прожектора, 2 переправы, взорвал 8 складов с боеприпасами и 4 склада с горючим, подавил огонь 13 артиллерийских, 15 миномётных, 5 пулемётных, 6 зенитно-артиллерийских и 10 зенитно-пулемётных точек, в 17 местах повредил ж.-д. полотно, в опорных пунктах противника разрушил 63 здания и вызвал 59 пожаров.
В июле 1942 года был послан на разведку войск противника днём в район Валуйки. Самолёт попал под сильный зенитный и ружейно-пулемётный огонь противника. Штурман-сержант товарищ Марченко был убит. Лётчик мужественно продолжал вести разведку и, выполнив задание, на изрешечённом осколками и пулями самолёте дотянул до своего аэродрома, своевременно доставил командованию ценные сведения о продвижении противника.
В ноябре 1942 года, выполняя задания по доставке боеприпасов и продовольствия своим частям в Сталинград, несмотря на тяжёлые метеоусловия и интенсивный огонь противника из всех видов оружия, снижался до высот 30-25 метров и сбрасывал груз точно в указанное место. В течение ночи делал по 8-10 вылетов.
В ночь с 27 на 28 сентября 1943 г. при выполнении боевого задания в районе города Никополя самолёт был подбит зенитной артиллерией противника. Полёт продолжать было нельзя. Экипаж произвёл вынужденную посадку в тылу противника. Трое суток лётчик со штурманом скрывались в плавнях. 1 октября случайно наткнулись на группу местных жителей, скрывавшихся в плавнях от немцев, через них установили связь с небольшим партизанским отрядом, действовавшим в тех местах. При этом отряде находились до 25 октября 1943 г., выполняя отдельные задания по разведке и уничтожению автотранспорта противника. Ночью 25 октября были переброшены на свою территорию самолётом, присланным из 17 Воздушной армии.
Вечером 30 октября, взяв с собой необходимые запасные части, вылетел к месту вынужденной посадки подбитого самолёта в район Балки, освобождённый нашими войсками. В течение ночи под артиллерийским обстрелом противника самолёт был восстановлен и 31 октября утром перегнан на аэродром базирования полка…».
Указом Президиума Верховного Совета СССР от 13 апреля 1944 года за образцовое выполнение боевых заданий командования и проявленные при этом геройство и мужество гвардии старшему лейтенанту Оглоблину Ивану Васильевичу присвоено звание Героя Советского Союза с вручением ордена Ленина и медали «Золотая Звезда» (№ 1307).

## Память
Иван Васильевич Оглоблин — почётный гражданин города Белорецка (Башкирия).
В г. Белорецке установлен бюст И. В. Оглоблина.
В г. Белгороде в музее-диораме «Курская дуга» установлена выставка, посвящённая Ивану Васильевичу Оглоблину.

## Награды
- Медаль «Золотая Звезда» Героя Советского Союза (13.04.1944)[1].
- Орден Ленина (30.08.1942)[3].
- Орден Ленина (13.04.1944).
- Орден Красного Знамени (06.03.1943)[4].
- Орден Отечественной войны 1-й степени (06.04.1985)[5].
- Орден Красной Звезды.
- Медаль «За оборону Сталинграда».
- Медали.